# Johan Reinhold Brattberg
Johan Reinhold Brattberg, född 1792, död 1841, var handlare och affärsman i Göteborg.
Han var son till Robert Leopold Brattberg och gift med Susanna Lydia Lindström.
Handlanden Johan Reinhold Brattberg erhöll 1819 rätten att tillverka snus i Göteborg. Tillverkningen startade 1826 i samarbete med svågern Eric Gustaf Lindström (1792-1865) som tidigare bedrivit tobakstillverkning i kompanjonskap med Magnus Fiedler i firman Fiedler, Lindström & Co från år 1820. Den nya firman fick namnet Lindström & Brattberg. Efter Brattbergs död fortsatte Eric Gustaf Lindström som ensam ägare av rörelsen. Företaget uppgick den 1 januari 1913 i Förenade Svenska Tobaksfabriker.